# Le Singe et le Dauphin
Le Singe et le Dauphin est la septième fable du livre IV de Jean de La Fontaine situé dans le premier recueil des Fables de La Fontaine, édité pour la première fois en 1668.
C'était chez les Grecs un usage

Que sur la mer tous voyageurs

Menaient avec eux en voyage

Singes et chiens de bateleurs.

Un navire en cet équipage

Non loin d'Athènes fit naufrage.

Sans les Dauphins tout eût péri.

Cet animal est fort ami

De notre espèce : en cette Histoire

Pline le dit ; il le faut croire.

Il sauva donc tout ce qu'il put.

Même un Singe en cette occurrence,

Profitant de la ressemblance,

Lui pensa devoir son salut :

Un Dauphin le prit pour un homme,

Et sur son dos le fit asseoir

Si gravement qu'on eût cru voir

Ce chanteur que tant on renomme.

Le Dauphin l'allait mettre à bord,

Quand, par hasard, il lui demande :

Êtes-vous d'Athènes la grande?

Oui, dit l'autre, on m'y connaît fort ;

S'il vous y survient quelque affaire,

Employez-moi; car mes parents

Y tiennent tous les premiers rangs :

Un mien cousin est Juge-Maire.

Le Dauphin dit : Bien grand merci :

Et le Pirée a part aussi

À l'honneur de votre présence ?

Vous le voyez souvent, je pense?

Tous les jours : il est mon ami ;

C'est une vieille connaissance.

Notre Magot prit, pour ce coup,

Le nom d'un port pour un nom d'homme.

De telles gens il est beaucoup,

Qui prendraient Vaugirard  pour Rome,

Et qui, caquetants au plus dru ,

Parlent de tout et n'ont rien vu .

Le Dauphin rit, tourne la tête,

Et le Magot considéré,

Il s'aperçoit qu'il n'a tiré

Du fond des eaux rien qu'une bête.

Il l'y replonge, et va trouver

Quelque homme afin de le sauver.
— Jean de La Fontaine, Fables de La Fontaine, Le Singe et le Dauphin